# Бастеновичи
Басте́новичи (бел. Басценавічы, транслит. Bascienavičy) — агрогородок в Мстиславском районе Могилёвской области Беларуси, на реке Кошанка. Входит в состав Копачевского сельсовета. Находится в 22 км западнее Мстиславля, в 14 км от железнодорожной станции Ходосы (линия Орша — Сураж).

## География
Расположен в 22 км западнее Мстиславля, в 14 км от железнодорожной станции Ходосы (линия Орша — Сураж).

### Гидрография
Река Кошанка.

## История
По письменных источниках деревня известна с начала XVIII века, хотя сведения о местной церкве относятся к XVII веку. В 1777 году значилась как село в Чериковском округе Могилевской губернии, в 1816 году — в Чериковском уезде как владение помещика. По результатам переписи 1897 года, Бастеновичи находились в Долговичской волости Чериковского уезда, в них работали школа грамоты и корчма, ежегодно 20 июля и 15 августа проводились ярмарки. Кроме земледелия, населения занималось столярными и бондарными промыслами. В начале XX века начала работать школа, в которой в 1905 году обучались 45 мальчиков и 10 девочек, в 1907 году — 50 мальчиков и 15 девочек.
С 1919 по 1924 гг. деревня находилась в составе Смоленской губернии РСФСР, однако в результате первого укрупнения БССР 17 июля 1924 года была возвращена в состав Белоруссии. В 1929 году в Бастеновичах был организован колхоз «1 мая», который в 1932 году имел 257 га пахотных земель и собственную кузню, объединял 38 хозяйств и обслуживался Хлышчевской МТС. С 20 февраля 1938 года деревня находилась в составе Могилевской области.
Во время Второй мировой войны с июля 1941 года по 29 сентября 1943 года Бастеновичи находились под немецкой оккупацией. Для увековечивания памяти 96 погибших сельчан в 1965 году в центре поселения был поставлен обелиск, на кладбище находится братская могила погибших солдат.
По состоянию на 1990 год, Бастеновичи являлись центром колхоза имени Энгельса, в них работали библиотека, детский сад-ясли, комплексный приемный пункт обслуживания населения, клуб, отделения банка и связи, школа, столовая, фельдшерско-акушерский пункт, магазин и торговый центр. В 2007 году деревня была центром СПК имени Энгельса, работали школа, библиотека, клуб, отделение связи, фельдшеровско-акушерский пункт и магазин. Агрогородок застраивается согласно генеральному плану, составленному в 1981 году «Белколхозпроектом».
Ежегодно в деревне на Святую Варвару проводится обряд «Варварская свеча», который в 2011 году был внесен в Государственный список историко-культурных ценностей Республики Беларусь как объект нематериального наследия, «полная аутентичность и точность которого безусловна и неизменна».

## Климат
Климат здесь умеренный, с теплым летом и мягкой зимой. Средняя температура января — минус 5 °C, июля — плюс 18,3 ° C. Зимой преобладают южные ветры, летом-восточные и северо-восточные. Средняя скорость ветра 3 м/сек. Годовое количество осадков 550-650 мм.

## Население
- XIX век[3]:
  - 1816 год — 166 жителей, 33 двора;
  - 1880 год — 252 жителя, 46 дворов;
  - 1897 год — 408 жителей, 57 дворов.
- XX век[3][3][5]:
  - 1909 год — 347 жителей, 66 дворов;
  - 1926 год — 626 жителей, 97 дворов;
  - 1970 год — 370 жителей, 133 двора;
  - 1990 год — 315 жителей, 132 двора;
  - 1992 год — 354 жителя, 140 дворов;
  - 1995 год — 365 жителей, 141 двор.
- XXI век[2]:
  - 2007 год — 294 жителя, 123 двора;
  - 2009 год — 313 жителей.

## События и мероприятия
- Ежегодно на Святую Варвару проводится обряд «Варварская свеча», который в 2011 году был внесен в Государственный список историко-культурных ценностей Республики Беларусь как объект нематериального наследия.

## Достопримечательности
- Свято-Покровская церковь, 1890 — 1904 гг., деревянная, (инв. № 723/С-10175), пер. Центральный, 1а —  Историко-культурная ценность Республики Беларусь, шифр 513Г000514